# 小行星2019
小行星2019（2019 van Albada）是一颗围绕太阳公转的小行星。1935年9月28日，亨德里克·范根特在约翰内斯堡发现了此天体。
該小行星以荷蘭天文學家加萊·布魯諾·范阿爾巴達命名。
这颗小行星的绝对星等为24.41752等。